# 檸檬七喜
檸檬七喜，通常簡稱檸七，是一種香港的飲品，做法是直接把新鮮檸檬切片，放入七喜之內，類似檸檬可樂，約在二十世紀末在茶餐廳出售，其起源已不可考。茶餐廳的侍應，為了加快落單的速度，檸檬七喜會以它的廣東話諧音寫成「07」。
在碳酸飲品放入檸檬的做法，在東南亞頗為常見。其中越南就有一種青檸蘇打的飲品，當地人把新鮮青檸切片，混入蘇打水，再放入砂糖飲用。然而蘇打水在香港並不流行，港人一般習慣用七喜或同類飲品雪碧代替。　

## 鹹檸七

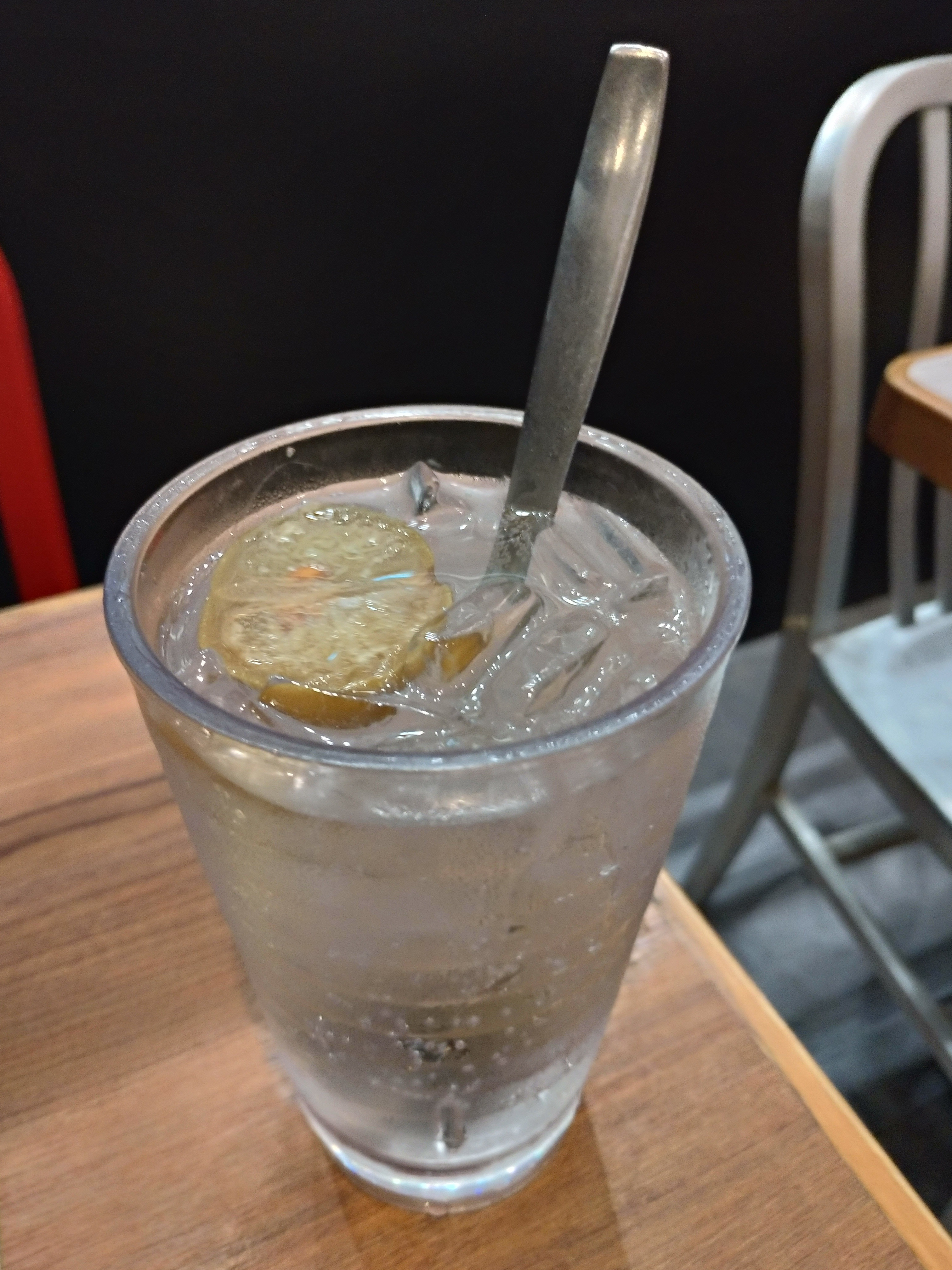
港式快餐店的一杯鹹檸七

鹹檸七，意即鹹檸檬七喜，為檸檬七喜的變化，做法是把鹹檸檬加進七喜汽水之內，香港人相信這種飲品能化痰潤喉，同樣受到歡迎。
約1990年代後期，一些茶餐廳開始推出鹹檸七，每杯售價約十多港元。